# 武玉潤
武玉潤（？—？），河南省開封府祥符縣人，清朝政治人物、進士出身。
光緒十五年（1889年），参加光緒己丑科殿試，登進士二甲116名。同年五月，改翰林院庶吉士。光緒十六年四月，散館，著以部属用。